# Symposion (Platon)
 For alternative betydninger, se Symposion (flertydig). (Se også artikler, som begynder med Symposion)
Symposion er en filosofisk dialog skrevet af Platon nogen tid efter 385 f.Kr.. Selve historien begynder i Athen hos tragediedigteren Agathon, der afholder et symposion som andendagsgilde for at fejre sin førsteplads i en digterkonkurrence. Det meste af historien er en diskussion om begrebet kærlighed, der omfatter både satiriske og seriøse taler holdt af en gruppe mænd.
Symposion blev sandsynligvis skrevet på samme tid som Platons Staten og Faidros. De to tekster anses som Platons litterære højdepunkt. Platon er grundig i sin udformning af et realistisk miljø og historiske troværdighed. Teksterne er også brugt til at analysere athensk socialhistorie og seksuelle opførsel.

## Deltagerne
- Faidros, sofist.
- Pausanias, lovkyndig.
- Eryksimachos, naturvidenskabsmand.
- Aristophanes, komediedigter.
- Agathon, tragediedigter.
- Sokrates, filosof.
- Diotima er ikke er tilstede, men Sokrates refererer hendes synspunkter i sin tale.
- Alkibiades, græsk politiker og general.

## Indledningen
For 15 år siden holdt tragediedigteren Agathon et symposion som andendagsgilde for at fejre sin første sejr i en digterkonkurrence i Dionysia i 416 f.Kr.. En meget kendt og omtalt diskussion om kærlighed fandt sted her. Aristodemos, som var tilstede, fortalte Phoenix og Apollodores om dialogen. Phoenix fortalte det videre til ukendt, mens Apollodores tilspurgte Sokrates derom. Sokrates var jo var med i dialogen. Den ukendte person fortalte det videre til Glaukon, Platons bror, men det var en utroværdig version, der skabte tvivl om, hvor langt tid siden diskussionen blev afholdt. Glaukon har nu fået fortalt en bedre version af Apollodores. Fra og med dette tidspunkt citeres Apollodores.

### Faidros' tale
Faidros indleder sin tale på klassisk vis med et citat af Hesiod, der fastslår, at Eros er den ældste gud, uden forældre. Derfor er det ham, man bør takke for de største goder; at have en god elsker eller at være den elskede. Dette er bl.a. gavnligt blandt soldater, da man da er villig til at dø for den man elsker.
Derefter nævnes tre eksempler. I det første viser en kvinde stor kærlighed ved at ofre sit liv; hun redder dermed sin mands liv.
I det andet eksempel omtales en svag citarspiller, Orfeus, der ikke har mod til at gå i døden for sin hustru, og derfor ikke genvinder hende. Han bliver dræbt af thrakiske kvinder, som han har afvist, fordi han var i sorg.
Det 3. eksempel omtaler homoseksuel kærlighed mellem Patroklos og Achilleus. Denne hyldes for sit heltemod ved at redde vennen, selv om han vidste, at han selv ville lide døden.